# Isopedella leai
Isopedella leai är en spindelart som först beskrevs av Henry Roughton Hogg 1903.  Isopedella leai ingår i släktet Isopedella och familjen jättekrabbspindlar.
Artens utbredningsområde är Sydaustralien. Inga underarter finns listade i Catalogue of Life.